# Buchaberg (Neukirchen)
Buchaberg ist ein Gemeindeteil der Gemeinde Neukirchen im niederbayerischen Landkreis Straubing-Bogen.
Der aus zehn Wohngebäuden (Stand 2021) bestehende Weiler liegt auf der Gemarkung Obermühlbach am westlichen, linksseitigen Talhang eines namenlosen Bachs, der vom Buchenberg kommend bei Buchamühl von links in den Bogenbach mündet.

## Geschichte
Auf dem um 1860 entstandenen Positionsblatt ist ein Gebäude bei der Lage der heutigen Hausnummern 6 und 6a eingezeichnet, aber nicht beschriftet. um 1860 auf BayernAtlas. 1861 werden 16 Einwohner gezählt.